# Jadran (Schiff, 1957)
Die Jadran war ein 1957 in Dienst gestelltes Passagierschiff der damals jugoslawischen Reederei Jadrolinija, welches für den Liniendienst im östlichen Mittelmeer gebaut wurde. Seit seiner Ausmusterung 1975 lag das Schiff als schwimmendes Restaurant unter der Bezeichnung Captain John’s Seafood Restaurant im Hafen von Toronto, ehe der Betrieb 2012 eingestellt wurde. 2015 ging die Jadran zum Verschrotten ins kanadische Port Colborne.

## Geschichte

### Dienstzeit

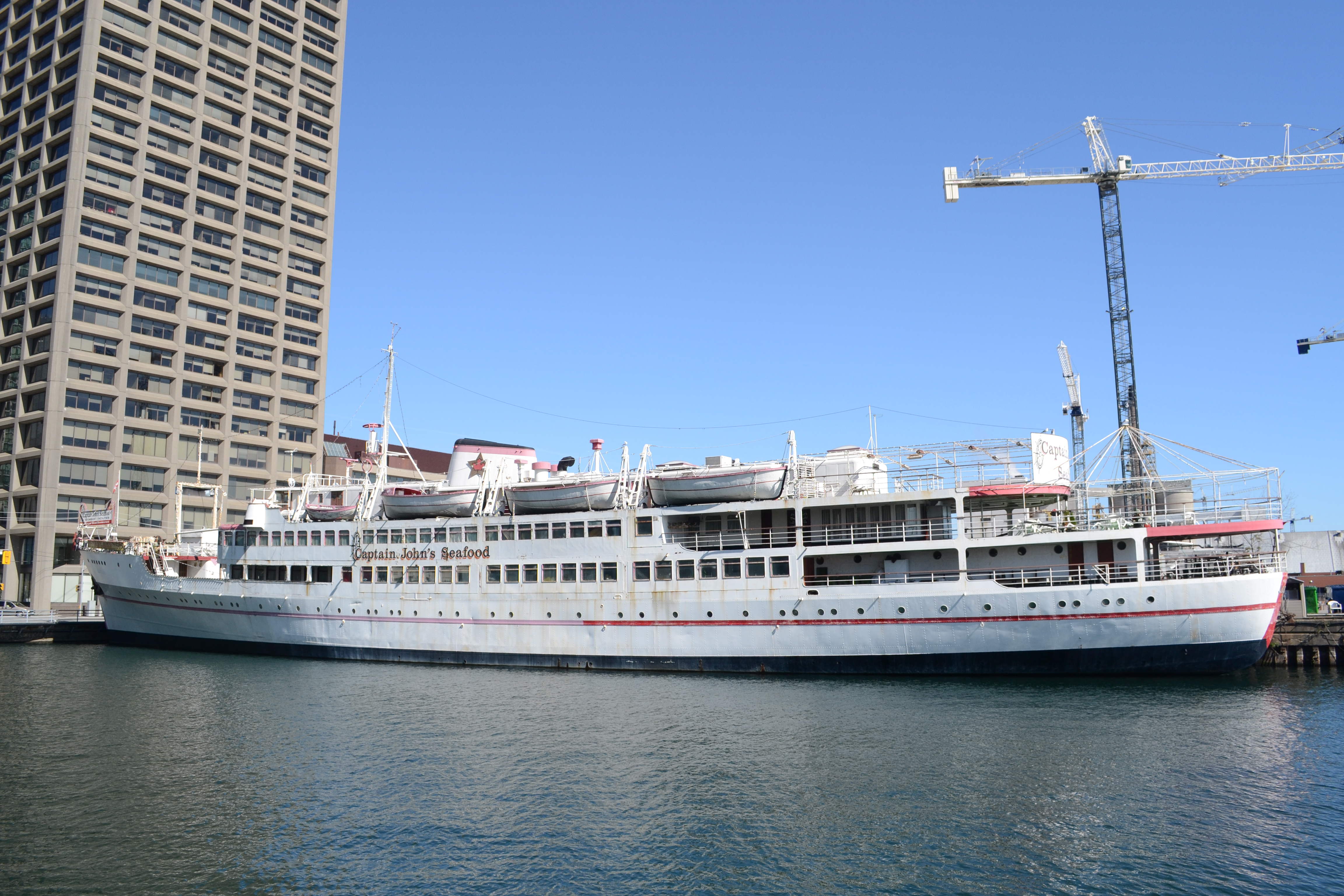
Die Jadran im Oktober 2011

Die Jadran entstand als Typschiff der aus drei Einheiten bestehenden J-Klasse unter der Baunummer 131 bei Brodogradiliste Uljanik in Pula und wurde am 26. Juli 1955 vom Stapel gelassen. Nach der Ablieferung an die damals noch zu Jugoslawien gehörende Reederei Jadrolinija im März 1957 nahm das Schiff den Linienbetrieb zwischen Venedig, Rijeka, Split, Dubrovnik, Kotor, Korfu und Piräus auf. Außerhalb der Saison war die Jadran zudem für Kreuzfahrten im Einsatz.
Nach achtzehn Jahren im Dienst für Jadrolinija auf dieser Route wurde die Jadran 1975 ausgemustert und durch die 1965 in Dienst gestellten Schwesterschiffe Dalmacija und Istra ersetzt. Noch im selben Jahr ging das Schiff an den Unternehmer John Latnik nach Toronto, um dort fortan unter der Bezeichnung Captain John’s Seafood Restaurant als schwimmendes Restaurant sowie für Veranstaltungen eingesetzt zu werden. Die öffentlichen Bereiche sowie der ehemalige Speisesaal wurden zu diesen Zwecken umgebaut. Die Kabinenbereiche der Jadran blieben ungenutzt oder wurden als Lager umfunktioniert. Eine geplante Nutzung der Zimmer für den Hotelbetrieb wurde nicht verwirklicht.

### Als Restaurant in Toronto

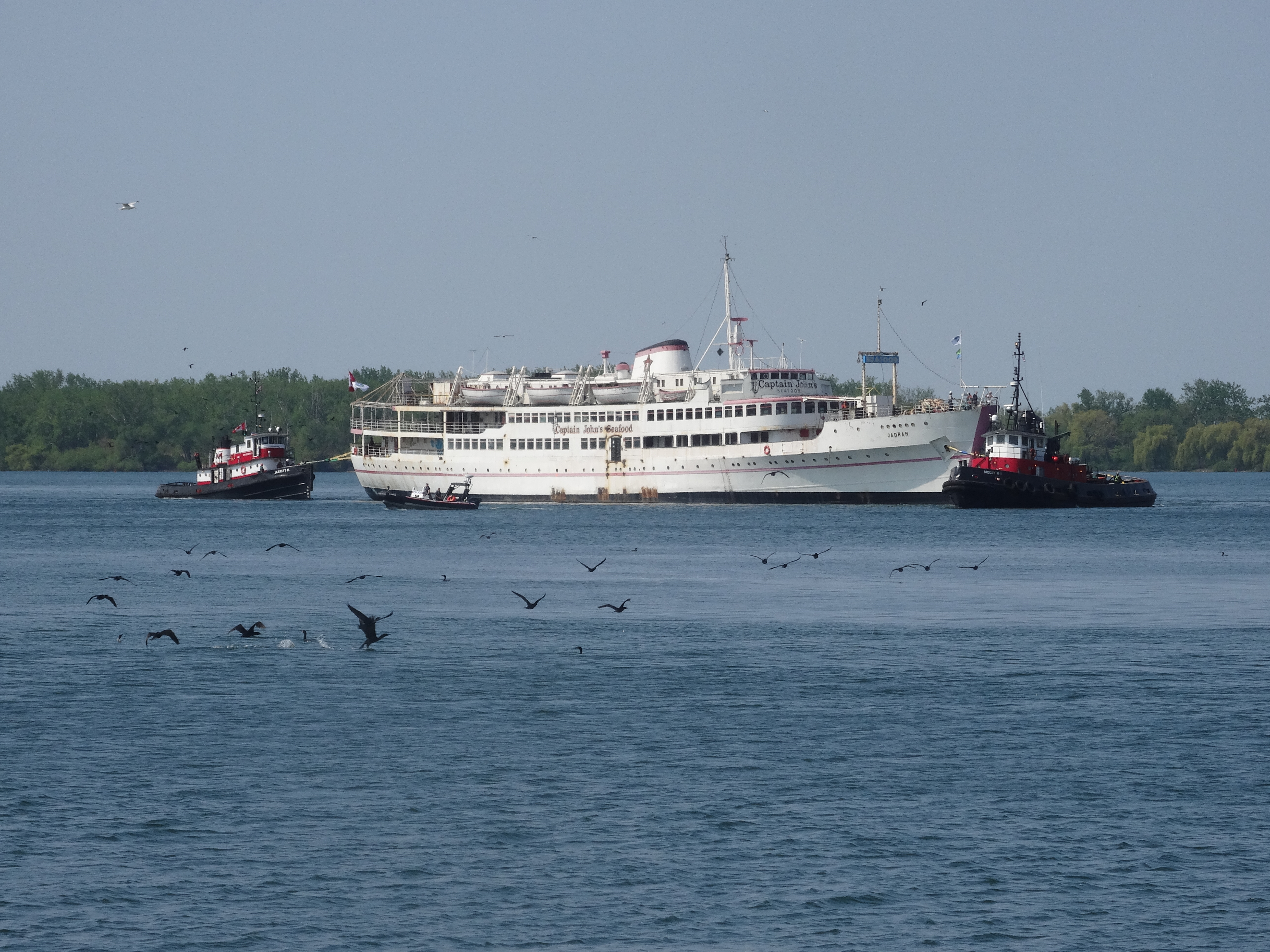
Die Jadran auf der Fahrt zum Verschrotten, 28. Mai 2015

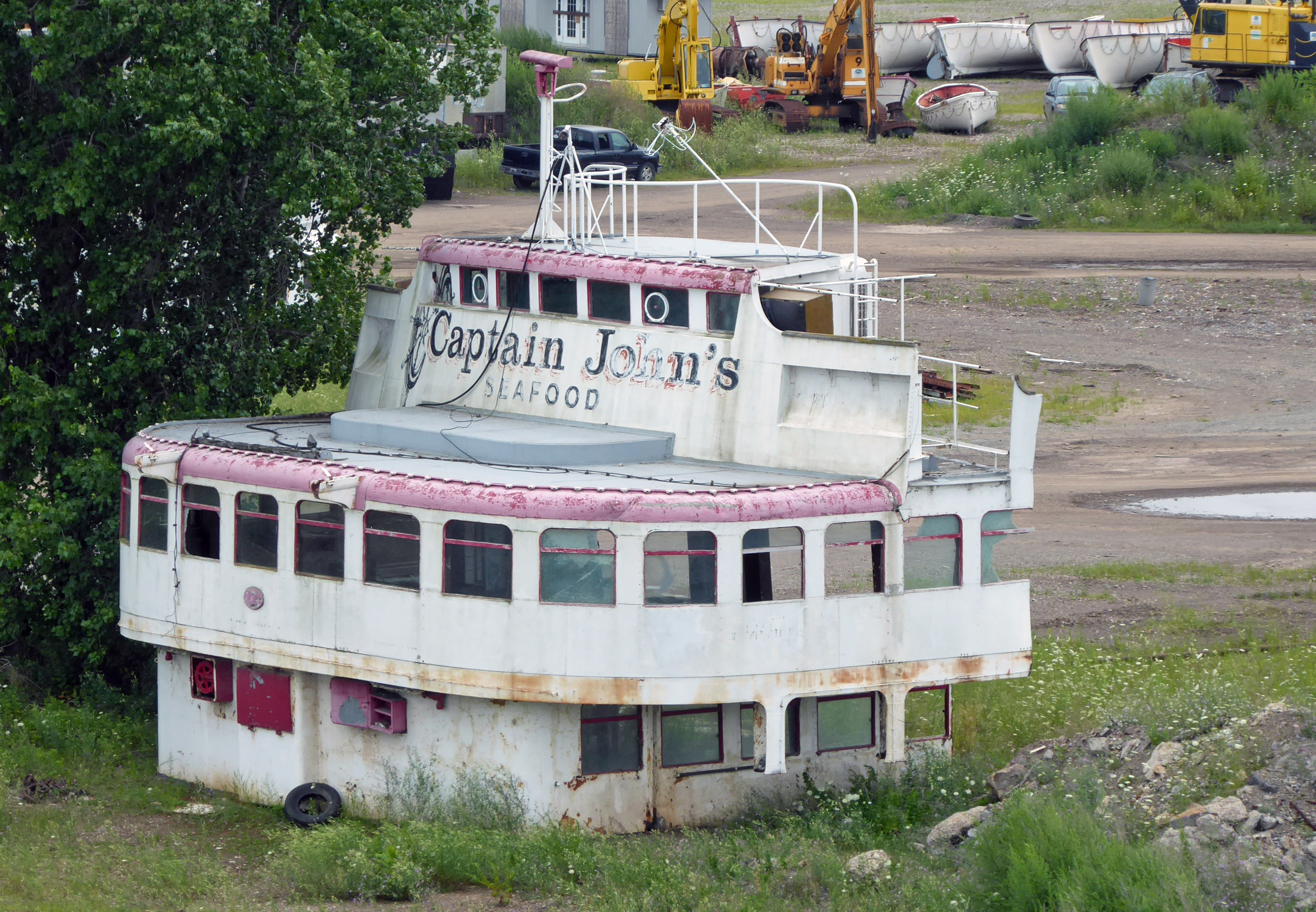
Teil des Aufbaus 2018 auf der Abwrackwerft

In den ersten Jahren als Restaurant wurde die Jadran gemeinsam mit einem benachbarten kleineren Schiff, der 1902 erbauten Normac, als Restaurant eingesetzt. Am Abend des 2. Juni 1981 wurde die Normac von einer Hafenfähre gerammt und schwer beschädigt, drei Personen erlitten leichte Verletzungen. Etwa zwei Wochen später sank das Schiff am 16. Juni 1981 als Folge der Kollision. Das Wrack blieb noch fünf Jahre neben der Jadran liegen, ehe es 1986 vollständig entfernt wurde. Fortan war die Jadran das einzige Schiff von Captain John’s Seafood Restaurant.
Nach mehr als 25 Jahren im Betrieb geriet das Captain John’s Seafood Restaurant in den 2000er-Jahren zunehmend in Schwierigkeiten. 2002 meldete es Insolvenz an, konnte jedoch nach Reduzierung des Personals weiterhin betrieben werden. Im August 2008 wurde das Restaurant wegen Mängeln bei einer Kontrolle des Gesundheitsministeriums kurzzeitig geschlossen. 2009 scheiterte ein Versuch des Besitzers, die Jadran zu verkaufen. Nach weiteren finanziellen Schwierigkeiten und schwerwiegenden hygienischen Mängeln wurde das Restaurant im Juni 2012 geschlossen.
Nach drei Jahren Liegezeit ging das Schiff am 11. Mai 2015 an eine Abbruchwerft in Port Colborne. Am 28. Mai 2015 verließ es unter der Teilnahme mehrerer Hundert Schaulustiger und einer Bootsparade den Hafen von Toronto. Am folgenden Morgen traf die Jadran in Port Colborne ein. Die Abbrucharbeiten am Schiff dauerten bis zum August 2015 an.
Die beiden Schwesterschiffe der Jadran waren bereits in den Jahren zuvor verschrottet worden: Die Jedinstvo 2005 in Ecuador und die Jugoslavija 2011 in der Türkei.